# آسنوکومارول
آسنوکومارول (انگلیسی: Acenocoumarol) یک ضد انعقاد است که به عنوان آنتاگونیست ویتامین K (مانند وارفارین) عمل می‌کند. این ماده مشتقی از کومارین است.